# ماری آنژ کرامو
ماری آنژ کرامو (انگلیسی: Marie-Ange Kramo؛ زادهٔ ۲۰ فوریهٔ ۱۹۷۹) بازیکن فوتبال اهل فرانسه است.
وی همچنین در تیم ملی فوتبال زنان فرانسه بازی کرده‌است.